# سکو کونده
سکو کونده (انگلیسی: Sékou Condé؛ زادهٔ ۹ ژوئن ۱۹۹۳) بازیکن فوتبال اهل گینه است.
از باشگاه‌هایی که در آن بازی کرده است می‌توان به باشگاه فوتبال هاپوئل پتخ تیکوا و باشگاه فوتبال دنیپرو اشاره کرد.
وی همچنین در تیم ملی فوتبال گینه بازی کرده است.